# Alessandria Unione Sportiva 1935-1936
Questa voce raccoglie le informazioni riguardanti l'Alessandria Unione Sportiva nelle competizioni ufficiali della stagione 1935-1936.

## Stagione
In un anno di grande rinnovamento, dopo le cessioni della "bandiera" Cattaneo alla Roma e degli esperti Mosele e Fenoglio al Napoli, l'Alessandria si affidò a giocatori emergenti, pescati soprattutto dalle serie minori (Parodi proveniva dal Derthona, Robotti dal Pavia, Busani dal Vigevano, Ceresa dal Casale) guidati dall'ormai lanciato Riccardi. Il risultato fu una stagione dai due volti, tormentata all'inizio, con i grigi (allenati dall'austriaco ex Pro Vercelli, Triestina e Monfalcone Soutschek) invischiati nella lotta per non retrocedere, ottima nel finale, quando l'Alessandria, che aveva richiamato in panchina l'allenatore della stagione 1931-32 Stürmer, riuscì a stabilirsi a metà classifica per chiudere poi all'ottavo posto, alla pari con Milan, Napoli e Genova.
Nel corso del girone di ritorno i grigi conquistarono anche un prestigioso piazzamento in Coppa Italia, competizione ripristinata dalla Federazione dopo i poco riusciti esperimenti del 1922, del 1927 e della Coppa CONI.

## Divise
| Prima maglia |

## Organigramma societario
Area direttiva
- Presidente: Otello Finzi
- Presidente onorario: Guido di San Marzano
- Vicepresidenti: S. Menghi e M. Torre

Area organizzativa
- Segretario amministrativo: G. Agosta
- Cassiere: Vittorino Grignolio

Area tecnica
- Direttore tecnico: Amilcare Savojardo
- Allenatore: Rudolf Soutschek, dal 6 aprile Karl Stürmer

Area sanitaria
- Massaggiatore: Giovanni Bo

## Rosa
| N. |                   | Ruolo | Calciatore        |
| -- | ----------------- | ----- | ----------------- |
|    | Italia (bandiera) | P     | Ugo Ceresa        |
|    | Italia (bandiera) | P     | Teresio Chiodi    |
|    | Italia (bandiera) | P     | Pietro Stringa    |
|    | Italia (bandiera) | D     | Michele Borelli   |
|    | Italia (bandiera) | D     | Umberto Lombardo  |
|    | Italia (bandiera) | D     | Scotto            |
|    | Italia (bandiera) | D     | Giuseppe Turino   |
|    | Italia (bandiera) | C     | Oreste Barale     |
|    | Italia (bandiera) | C     | Mario Celoria     |
|    | Italia (bandiera) | C     | Gino Costenaro    |
|    | Italia (bandiera) | C     | Francesco Ferrero |

| N. |                   | Ruolo | Calciatore        |
| -- | ----------------- | ----- | ----------------- |
|    | Italia (bandiera) | C     | Settimo Gastaldi  |
|    | Italia (bandiera) | C     | Luigi Milano      |
|    | Italia (bandiera) | C     | Pasquale Parodi   |
|    | Italia (bandiera) | C     | Luciano Robotti   |
|    | Italia (bandiera) | A     | Umberto Busani    |
|    | Italia (bandiera) | A     | Aldo Croce        |
|    | Italia (bandiera) | A     | Piero De Stefanis |
|    | Italia (bandiera) | A     | Alfredo Notti     |
|    | Italia (bandiera) | A     | Giovanni Riccardi |
|    | Italia (bandiera) | A     | Pietro Svageli    |

## Risultati

### Serie A

#### Girone di andata
| Arbitro: | Bertoli (Vicenza) |

|                     |           |  |
| Arcari III 15’, 44’ | Marcatori |  |

| Arbitro: | Caironi (Milano) |

|              |           |             |
| Riccardi 83’ | Marcatori | 41’ Allegri |

| Arbitro: | Pizziolo (Firenze) |

|             |           |  |
| Palumbo 33’ | Marcatori |  |

| Arbitro: | Scotto (Savona) |

|                                                   |           |  |
| Riccardi 4’, 61’ Celoria 25’ Croce 41’ Busani 79’ | Marcatori |  |

| Trieste 20 ottobre 1935 5ª giornata | Triestina         | 0 – 0 referto | Alessandria | Stadio Littorio (5.000 spett.)\| Arbitro: \| Zelocchi (Modena) \| |
| Arbitro:                            | Zelocchi (Modena) |               |             |                                                                   |

| Arbitro: | Ghetti (Modena) |

|                       |           |                                 |
| Borelli 83’ Notti 87’ | Marcatori | 37’, 90’ Busoni 42’ Rossetti II |

| Arbitro: | Sassi (Roma) |

|                            |           |                 |
| Milano 13’ De Stefanis 57’ | Marcatori | 36’, 59’ Meazza |

| Genova 17 novembre 1935, ore 14:30 CET 8ª giornata | Genova 1893             | 0 – 0 referto | Alessandria | Stadio Luigi Ferraris (3.000 spett.)\| Arbitro: \| Mazza (Torre del Greco) \| |
| Arbitro:                                           | Mazza (Torre del Greco) |               |             |                                                                               |

| Arbitro: | Scotto (Savona) |

|  |           |                      |
|  | Marcatori | 18’ Silano 62’ Janni |

| Arbitro: | Dattilo (Roma) |

|             |           |            |
| Sansone 40’ | Marcatori | 71’ Busani |

| Arbitro: | Gonani (Ravenna) |

|                       |           |              |
| Gastaldi 1’ Notti 24’ | Marcatori | 12’ Borsetti |

| Arbitro: | Levrero (Genova) |

|                                                               |           |  |
| Braga 10’ Marchionneschi 24’ Turino 72’ (aut.) Costantino 86’ | Marcatori |  |

| Arbitro: | Gianelli (Genova) |

|                                       |           |  |
| Guarisi 15’ Camolese 23’ Levratto 56’ | Marcatori |  |

| Arbitro: | Scarpi (Dolo) |

|              |           |  |
| Riccardi 53’ | Marcatori |  |

| Arbitro: | Mazzarini (Roma) |

|                                                        |           |  |
| Foni 34’ (rig.) Gabetto 60’ Monti 62’ Cason 71’ (rig.) | Marcatori |  |

#### Girone di ritorno
| Arbitro: | Salvagno (Trieste) |

|                                                                         |           |            |
| Gastaldi 4’ Busani 12’ Bonizzoni 20’ (aut.) Svageli 30’, 42’ Barale 61’ | Marcatori | 67’ Romani |

| Arbitro: | Casati (Como) |

|               |           |             |
| Malatesta 48’ | Marcatori | 40’ Svageli |

| Arbitro: | Levrero (Genova) |

|                   |           |  |
| Faotto 35’ (aut.) | Marcatori |  |

| Arbitro: | Galeati (Bologna) |

|         |           |            |
| Rier 1’ | Marcatori | 84’ Parodi |

| Alessandria 23 febbraio 1936, ore 15:00 CET 20ª giornata | Alessandria      | 0 – 0 referto | Triestina | Campo del Littorio (4 000 spett.)\| Arbitro: \| Caironi (Milano) \| |
| Arbitro:                                                 | Caironi (Milano) |               |           |                                                                     |

| Arbitro: | Gianelli (Genova) |

|                 |           |  |
| Rossetti II 31’ | Marcatori |  |

| Arbitro: | Pasinati (Venezia) |

|                              |           |             |
| Demaría 30’ Porta 76’ (rig.) | Marcatori | 14’ Celoria |

| Arbitro: | Casati (Como) |

|            |           |  |
| Busani 63’ | Marcatori |  |

| Arbitro: | Dattilo (Roma) |

|               |           |  |
| Baldi III 55’ | Marcatori |  |

| Arbitro: | Bevilacqua (Viareggio) |

|            |           |                      |
| Busani 90’ | Marcatori | 52’ (rig.) Reguzzoni |

| Firenze 12 aprile 1936, ore 15:00 CET 26ª giornata | Fiorentina         | 0 – 0 referto | Alessandria | Stadio Giovanni Berta (4.000 spett.)\| Arbitro: \| Scorzoni (Bologna) \| |
| Arbitro:                                           | Scorzoni (Bologna) |               |             |                                                                          |

| Arbitro: | Caironi (Milano) |

|                               |           |  |
| Robotti 56’ Busani 84’ (rig.) | Marcatori |  |

| Arbitro: | Mastellari (Bologna) |

|                  |           |  |
| Robotti 38’, 89’ | Marcatori |  |

| Arbitro: | Ciamberlini (Sampierdarena) |

|                                    |           |           |
| Di Benedetti 37’, 71’ Cattaneo 90’ | Marcatori | 15’ Croce |

| Arbitro: | Gonani (Ravenna) |

|                                  |           |                  |
| Croce 8’ Riccardi 45’ Busani 50’ | Marcatori | 46’, 73’ Gabetto |

### Coppa Italia

#### Sedicesimi di finale
| Arbitro: | Saracini (Ancona) |

|             |           |                                                |
| Ranelli 70’ | Marcatori | 12’ Gastaldi 59’ Busani 72’ Celoria 87’ Milano |

#### Ottavi di finale
| Arbitro: | Sassi (Roma) |

|                                         |           |  |
| Svageli 4’ Busani 25’ Gastaldi 50’, 57’ | Marcatori |  |

#### Quarti di finale
| Arbitro: | Scorzoni (Bologna) |

|           |           |  |
| Notti 66’ | Marcatori |  |

#### Semifinale
| Arbitro: | Turbiani (Ferrara) |

|           |           |  |
| Croce 89’ | Marcatori |  |

#### Finale
| Arbitro: | Mastellari (Bologna) |

|                                                |           |              |
| Galli II 7’, 70’ Silano 20’, 78’ Buscaglia 57’ | Marcatori | 16’ Riccardi |

## Statistiche

### Statistiche di squadra
| Competizione | Punti | In casa | In casa | In casa | In casa | In casa | In casa | In trasferta | In trasferta | In trasferta | In trasferta | In trasferta | In trasferta | Totale | Totale | Totale | Totale | Totale | Totale | DR |
| Competizione | Punti | G       | V       | N       | P       | Gf      | Gs      | G            | V            | N            | P            | Gf           | Gs           | G      | V      | N      | P      | Gf     | Gs     | DR |
| ------------ | ----- | ------- | ------- | ------- | ------- | ------- | ------- | ------------ | ------------ | ------------ | ------------ | ------------ | ------------ | ------ | ------ | ------ | ------ | ------ | ------ | -- |
| Serie A      | 28    | 15      | 9       | 4       | 2       | 29      | 13      | 15           | 0            | 6            | 9            | 5            | 24           | 30     | 9      | 10     | 11     | 34     | 37     | -3 |
| Coppa Italia |       | 3       | 3       | 0       | 0       | 6       | 0       | 2            | 1            | 0            | 1            | 5            | 6            | 5      | 4      | 0      | 1      | 11     | 6      | +5 |
| Totale       |       | 18      | 12      | 4       | 2       | 35      | 13      | 17           | 1            | 6            | 10           | 10           | 30           | 35     | 13     | 10     | 12     | 45     | 43     | +2 |

### Statistiche dei giocatori[2][3]
| Giocatore      | Serie A  | Serie A | Coppa Italia | Coppa Italia | Totale   | Totale |
| Giocatore      | Presenze | Reti    | Presenze     | Reti         | Presenze | Reti   |
| -------------- | -------- | ------- | ------------ | ------------ | -------- | ------ |
| O. Barale      | 26       | 1       | 5            | 0            | 31       | 1      |
| M. Borelli     | 26       | 1       | 2            | 0            | 28       | 1      |
| U. Busani      | 28       | 7       | 4            | 0            | 32       | 7      |
| M. Celoria     | 20       | 2       | 3            | 1            | 23       | 3      |
| U. Ceresa      | 30       | -37     | 4            | -5           | 34       | -42    |
| G. Costenaro   | 3        | 0       | 1            | 0            | 4        | 0      |
| A. Croce       | 10       | 3       | 2            | 1            | 12       | 4      |
| P. De Stefanis | 3        | 1       | -            | -            | 3        | 1      |
| F. Ferrero     | 8        | 0       | -            | -            | 8        | 0      |
| S. Gastaldi    | 19       | 2       | 2            | 3            | 21       | 5      |
| U. Lombardo    | 23       | 0       | 5            | 0            | 28       | 0      |
| L. Milano      | 29       | 1       | 4            | 1            | 33       | 2      |
| A. Notti       | 17       | 2       | 5            | 1            | 22       | 3      |
| P. Parodi      | 27       | 1       | 4            | 0            | 31       | 1      |
| G. Riccardi    | 23       | 5       | 5            | 1            | 28       | 6      |
| L. Robotti     | 13       | 3       | 3            | 0            | 16       | 3      |
| Scotto         | 1        | 0       | -            | -            | 1        | 0      |
| P. Stringa     | -        | -       | 1            | -1           | 1        | -1     |
| P. Svageli     | 8        | 3       | 1            | 1            | 9        | 4      |
| G. Turino      | 9        | 0       | 3            | 0            | 12       | 0      |